# ナショナル・アカデミー・オブ・デザイン
座標: 北緯40度47分02秒 西経73度57分32秒 / 北緯40.784度 西経73.959度
ナショナル・アカデミー・オブ・デザイン(National Academy of Design)は、アメリカ合衆国の芸術家の名誉団体である。1825年にサミュエル・モース、アッシャー・ブラウン・デュランド、トマス・コールらによってニューヨークで設立された。「指導と展示を通じてアメリカの美術を振興する」ことを目的としている。会員はアメリカ人の芸術家と建築家450人に限定されており、その中から優秀と認められた人が選出される。

## 歴史

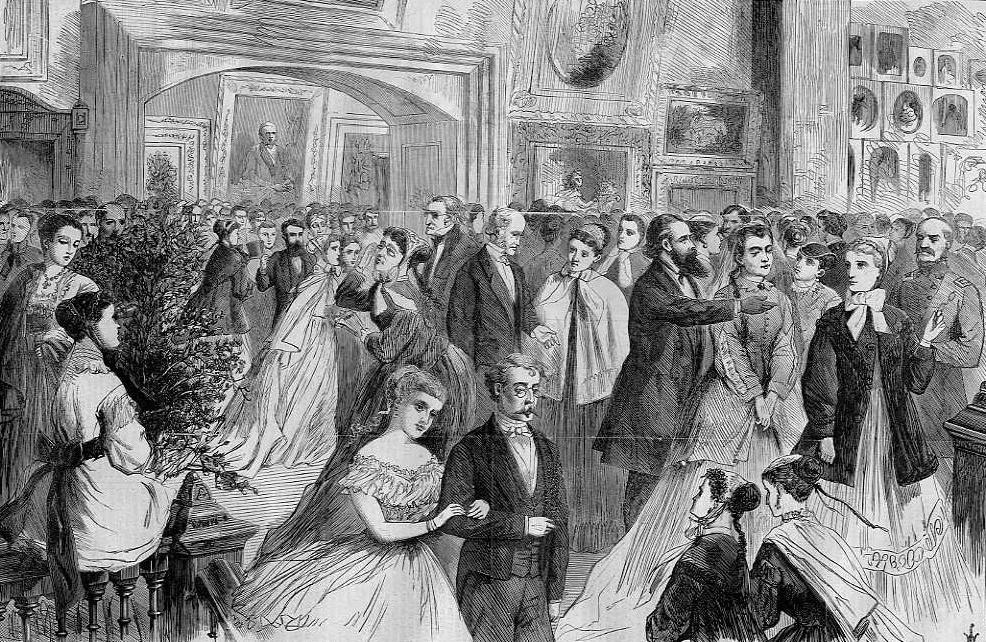
Annual Reception at the National Academy of Design, New York（ニューヨークのナショナル・アカデミー・オブ・デザインの年次総会）、W・S・L・ジュエットのスケッチを元にした木口木版（1868年）

ナショナル・アカデミー・オブ・デザインの創設者は、ニューヨークのアメリカ美術アカデミー(American Academy of the Fine Arts)の学生だった。1825年になると、美術アカデミーの学生たちは、商人や弁護士、医師などで構成されたアカデミーの理事会や、会長である画家のジョン・トランブルからは、教育への支援が得られないと感じていた。
サミュエル・モースをはじめとする学生たちは、毎週数回集まってデザインの勉強をする「絵画協会」(the drawing association)を結成した。絵画協会は美術アカデミーの下部組織とみなされていたが、彼らは美術アカデミーから見放されていると感じていた。そこで、絵画協会に所属していた6人の芸術家が美術アカデミーの理事になることで、意見の相違を調整しようとした。しかし、候補者のうち4人が落選したため、不満を持った芸術家たちは新たなアカデミーの設立を決意し、1826年1月19日にナショナル・アカデミー・オブ・デザインが誕生した。
モースはロンドンのロイヤル・アカデミー・オブ・アーツに在籍していたこともあり、その仕組みや目標を見習って、ナショナル・アカデミー・オブ・デザインを設立した。アカデミーの使命は、設立当初から「展示と教育を通じてアメリカの美術を振興すること」とされていた。
2人の創立会員と20人の学生で、1826年から石膏デッサンの授業が始められた。初代の校長にはサミュエル・モールスが就任した。その後、優秀な画家を育て、発展した。1841年にアメリカ美術アカデミーは活動をやめ、ナショナル・アカデミー・オブ・デザインはアメリカを代表する美術アカデミーとして活動している。
19世紀の後半になると、ヨーロッパに留学した画家などから、ナショナル・アカデミーの運営、教育が保守的であるという機運が生じ、展覧会の審査、運営をする美術家の団体としては1877年にアメリカ芸術家協会(Society of American Artists)が設立され、1898年には無審査で展覧会に出展を認める団体「テン・アメリカン・ペインターズ」が作られた。ナショナル・アカデミーに対抗する教育機関としては1875年にアート・スチューデンツ・リーグ・オブ・ニューヨークが創立された。
2015年、アカデミーは財政難に陥った。その後数年間で、美術館と美術学校を閉鎖し、ニューヨークの保有不動産を売却して基金を創設した。現在、アカデミーは、教育のためのツールとしてのアートを提唱し、公共の生活におけるアーティストや建築家の役割を称え、社会を前進させる文化的な会話の触媒としての役割を果たしている。
アカデミーによると、ナショナル・アカデミーの450名の会員は、毎年、同業者によって選出されるプロの芸術家と建築家である。

### 正式名称
設立後、何度かの仮称を経て、1828年に「ナショナル・アカデミー・オブ・デザイン」という名称が決まり、1世紀半の間この名称で知られてきた。1997年、新たに代表に就任したアネット・ブラウグランドは、現在では異なる意味で理解されている「デザイン」という言葉との混乱を避けるために、「芸術家の協会、美術館、学校を取り入れた新しい統合の精神」を反映した「ナショナル・アカデミー・ミュージアム・スクール・オブ・ファインアート」に名称を変更した。この変更は2017年に撤回された。
- 1825年 The New York Drawing Association
- 1826年 The National Academy of The Arts of Design
- 1828年 The National Academy of Design
- 1997年 The National Academy Museum and School of Fine Art
- 2017年 The National Academy of Design

### 活動場所

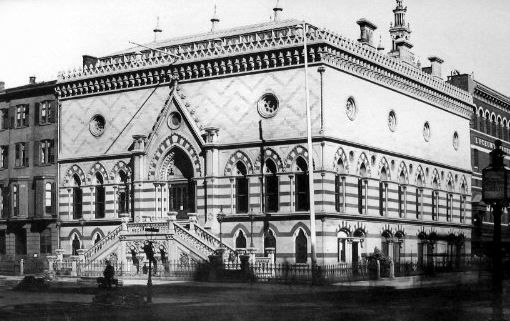
1863年から1865年にアカデミーが入居した建物。ゴシック・リヴァイヴァル建築の一つで、ヴェネツィアのドゥカーレ宮殿をモデルにした。この建物は1901年に取り壊された。

アカデミーは、マンハッタンのいくつかの場所で活動していた。その中でも、1863年から1865年にかけて入居していた建物は、パーク・アベニュー23丁目にあり、建築家P・B・ワイトが設計した、ヴェネツィアのドゥカーレ宮殿をモデルにしたベネチア・ゴシック建築で建てられていた。アムステルダム・アベニュー西109丁目にも建物があった。1906年から1941年までは、西57丁目のアメリカ芸術協会(American Fine Arts Society)の建物を使用していた。
1942年から2019年まで、アカデミーは5番街89丁目にある邸宅を使用していた。この邸宅は、彫刻家のアンナ・ハイアット・ハンティントンと慈善家のアーチャー・ミルトン・ハンティントンが1940年に寄贈したものである。

## 組織と活動

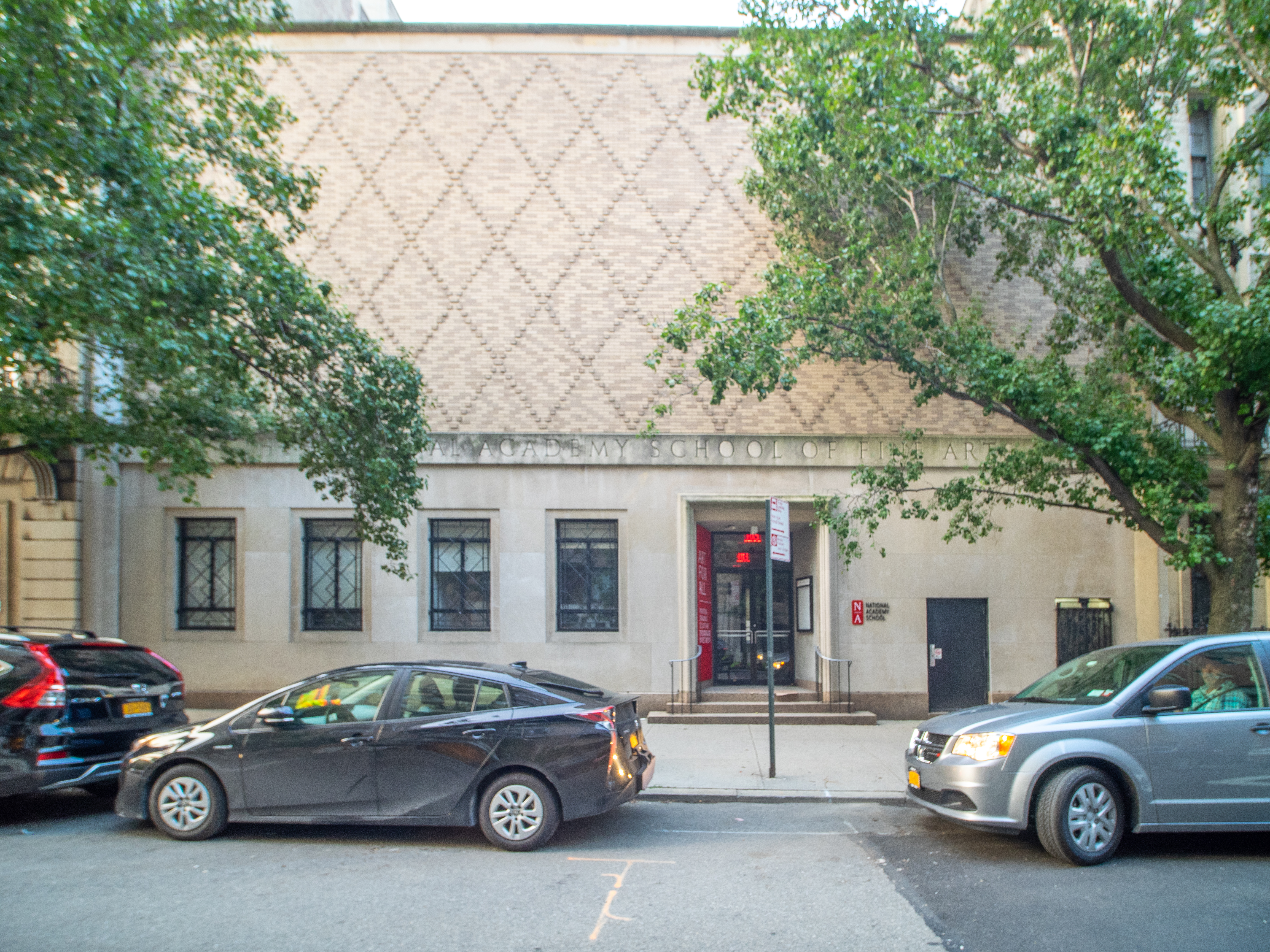
現在の建物

アカデミーはプロの芸術家の名誉団体で、美術学校と美術館を併設している。
会員数は何度か変更された後、1994年以降は450人のアメリカ人の芸術家と建築家に限定されている。会員は、優秀と認められた人の中から選出される。ナショナル・アカデミーの会員は、"NA"(National Academician)のポスト・ノミナル・レターズをつけることができる。
アカデミーの中心となるのは、増え続けるコレクションである。これらは、アカデミーの会員が、自ら創作した作品を選び、寄贈したものである。現在、常設コレクションの総数は8千点を超えており、クリエイターによって構築されたアメリカの芸術と建築のユニークな歴史を物語っている。アカデミーは大規模な展覧会を開催したり、世界中の主要な機関に作品を貸し出したりしているほか、分野を超えた研究を促進するためのリソースを提供している。

## ナショナル・アカデミー・オブ・デザインの関連人物

### 著名な講師
アカデミーでは、多くの芸術家が教鞭をとっていた。その中には、1889年から1892年まで教えていたウィル・ハイコック・ローや、1901年から長く教えていたチャールズ・ルイス・ヒントンなどがいる。アメリカの著名な詩人のウィリアム・カレン・ブライアントや建築家のアレクサンダー・ジャクソン・デイビスも講義を行った。画家のレミュエル・ウィルマースは最初の専任講師だった。サイラス・ダスティンは学芸員だった。

### 歴代校長(PNAD)と在任期間
- サミュエル・モールス (1826-1845)
- アッシャー・ブラウン・デュランド (1845-1861)
- ダニエル・ハンティントン (1862-1869)
- ヘンリー・ピータース・グレイ (1869-1871)
- ウィリアム・ページ (1871-1873)
- ワージントン・ウィットレッジ (1874-1876)
- ダニエル・ハンティントン (再、1876-1891)
- トマス・ウォーターマン・ウッド(en) (1891-1899)
- フレデリック・ディールマン(en) (1899-1909)
- ジョン・ホワイト・アレクサンダー (1909-1915)
- ジュリアン・オールデン・ウィアー (1915-1917)
- ハーバート・アダムス(en) (1917-1920)
- エドウィン・ブラッシュフィールド (1920-1926)
- キャス・ギルバート (1926-1933)
- ハリー・ワトラス (1933–1934)
- ヨナス・リー (1934-1939)
- ホバート・ニコルス(en) (1939-1949)

(以下　略）